# Bisbat de Comodoro Rivadavia
El bisbat de Comodoro Rivadavia (castellà: diocesis de Comodoro Rivadavia; llatí: Dioecesis Rivadaviae) és una seu de l'Església catòlica, sufragània de l'arquebisbat de Bahía Blanca. L'any 2006 tenia 353.000 batejats d'un total de 422.000 habitants. Actualment està regida pel bisbe Joaquín Gimeno Lahoz.

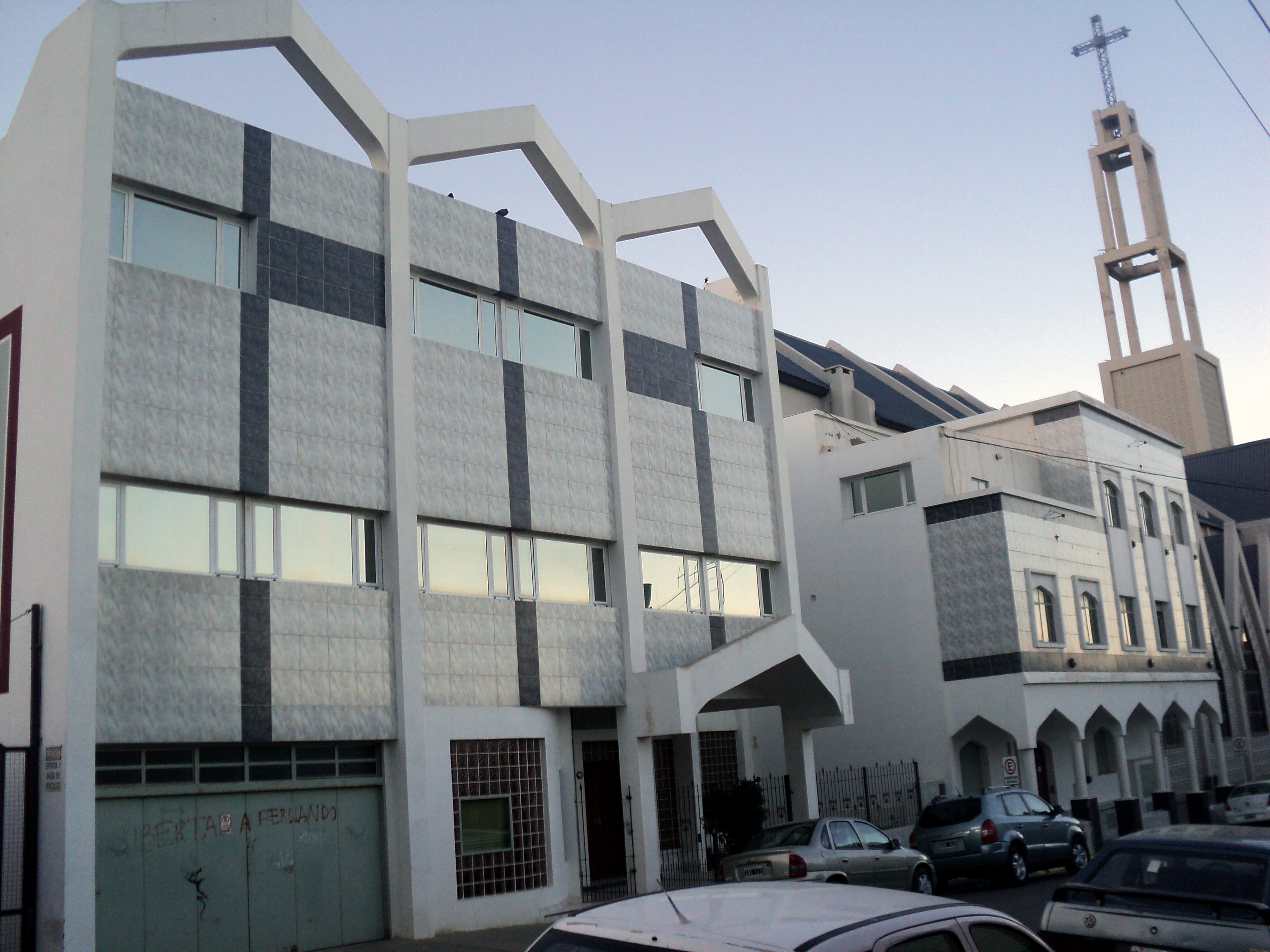
El modern palau episcopal de Comodoro Rivadavia.

## Territori
La diòcesi comprèn 10 departaments de la província de Chubut: Escalante, Florentino Ameghino, Gaiman, Gastre, Mártires, Rawson, Río Senguer, Sarmientom, Telsen i Biedma.
La seu episcopal és la ciutat de Comodoro Rivadavia, on es troba la catedral de Sant Joan Bosco.
El territori s'estén sobre 234.000 km² i està dividit en 33 parròquies.

## Història
El bisbat va ser erigit l'11 de febrer de 1957 mitjançant la butlla Quandoquidem adoranda del Papa Pius XII, prenent el territori del bisbat de Viedma.
El 10 d'abril de 1961 i el 14 de març de 2009 cedí part del seu territori a benefici de les ereccions respectivament del bisbat de Río Gallegos i de la prelatura territorial d'Esquel.

## Cronologia episcopal
- Carlos Mariano Pérez Eslava, S.D.B. † (13 de març de 1957 - 26 de desembre de 1963 nomenat arquebisbe de Salta)
- Eugenio Santiago Peyrou, S.D.B. † (24 de juny de 1964 - 19 de febrer de 1974 renuncià)
- Argimiro Daniel Moure Piñeiro, S.D.B. † (5 d'abril de 1975 - 8 de setembre de 1992 mort)
- Pedro Luis Ronchino, S.D.B. (30 de gener de 1993 - 19 de febrer de 2005 jubilat)
- Virginio Domingo Bressanelli, S.C.I. (19 de febrer de 2005 - 10 de febrer de 2010 nomenat bisbe coadjutor de Neuquén)
- Joaquín Gimeno Lahoz, des del 15 de juliol de 2010

## Estadístiques
A finals del 2006, la diòcesi tenia 353.000 batejats sobre una població de 422.000 persones, equivalent al 83,6% del total.
| any  | població | població | població | sacerdots | sacerdots       | sacerdots       | sacerdots             | diaques | religiosos | religiosos | parroquies |
| ---- | -------- | -------- | -------- | --------- | --------------- | --------------- | --------------------- | ------- | ---------- | ---------- | ---------- |
| any  | batejats | total    | %        | total     | clergat secular | clergat regular | batejats por sacerdot | diaques | homes      | dones      |            |
| 1964 | 170.000  | 185.000  | 91,9     | 38        | 5               | 33              | 4.473                 |         | 43         | 56         | 17         |
| 1970 | 123.000  | 170.000  | 72,4     | 45        | 13              | 32              | 2.733                 |         | 35         | 43         | 14         |
| 1976 | 176.000  | 195.000  | 90,3     | 47        | 9               | 38              | 3.744                 | 1       | 41         | 52         | 19         |
| 1980 | 188.000  | 220.000  | 85,5     | 49        | 12              | 37              | 3.836                 | 1       | 39         | 44         | 19         |
| 1990 | 300.000  | 350.000  | 85,7     | 44        | 20              | 24              | 6.818                 |         | 28         | 49         | 22         |
| 1999 | 327.000  | 387.000  | 84,5     | 49        | 28              | 21              | 6.673                 |         | 24         | 76         | 26         |
| 2000 | 300.000  | 356.587  | 84,1     | 49        | 27              | 22              | 6.122                 |         | 28         | 88         | 28         |
| 2001 | 330.000  | 390.000  | 84,6     | 46        | 24              | 22              | 7.173                 |         | 26         | 87         | 30         |
| 2002 | 345.000  | 412.912  | 83,6     | 44        | 26              | 18              | 7.840                 |         | 22         | 85         | 32         |
| 2003 | 345.900  | 412.912  | 83,8     | 44        | 26              | 18              | 7.861                 |         | 22         | 83         | 33         |
| 2004 | 345.000  | 412.912  | 83,6     | 41        | 25              | 16              | 8.414                 |         | 19         | 81         | 33         |
| 2006 | 353.000  | 422.000  | 83,6     | 39        | 25              | 14              | 9.051                 |         | 17         | 78         | 33         |